# 박성수 (연출가)
박성수(1960년 ~ )는 대한민국의 드라마 연출 프로듀서이다. 《햇빛 속으로》, 《맛있는 청혼》 등 주로 청춘들의 반항이나 성장물을 연출하였으며, 2002년 《네 멋대로 해라》로 많은 팬층을 확보하였다.

## 연출 작품

### 드라마
| 연도            | 제목                                                     | 역할 | 작가           | 참고 |
| --------------- | -------------------------------------------------------- | ---- | -------------- | ---- |
| 1995년          | MBC 베스트극장 《스물여섯 쉰둘》                         | 연출 | 한혜규         |      |
| 1997년          | MBC 베스트극장 《아빠가 딸에게 해 줄 수 있는 모든 것》   | 연출 | 박예랑         |      |
| 1997년          | MBC 베스트극장 《어머니 당신의 이야기》                  | 연출 | 한재은         |      |
| 1997년          | MBC 베스트극장 《내가 사랑한 마법사》                    | 연출 | 김민교         |      |
| 1997년          | MBC 베스트극장 《널 위해 아무도 모르게》                 | 연출 | 김미현         |      |
| 1998년          | MBC 베스트극장 《전등사》                                | 연출 | 이한호         |      |
| 1999년          | MBC 베스트극장 《아빠 애인의 남자친구》                  | 연출 | 김미현         |      |
| 1999년          | MBC 베스트극장 《나의 첫 번째 애인, 엄마의 마지막 애인》 | 연출 | 이기순         |      |
| 2001년          | MBC 베스트극장 《열병》                                  | 연출 | 김진           |      |
| 1996년 ~ 1997년 | MBC 주간 수사드라마 《강력반》                           | 연출 | 김민교         |      |
| 1999년          | MBC 수목미니시리즈 《햇빛 속으로》                       | 연출 | 이선미, 김기호 |      |
| 2001년          | MBC 수목미니시리즈 《맛있는 청혼》                       | 연출 | 김인영         |      |
| 2002년          | MBC 수목미니시리즈 《네 멋대로 해라》                    | 연출 | 인정옥         |      |
| 2003년          | MBC 수목미니시리즈 《나는 달린다》                       | 연출 | 이경희         |      |
| 2004년          | SBS 드라마 스페셜 《햇빛 쏟아지다》                      | 연출 | 조정화         |      |
| 2006년          | KBS2 주말드라마 《인생이여 고마워요》                    | 연출 | 강은경         |      |
| 2009년          | MBC 수목미니시리즈 《맨땅에 헤딩》                       | 연출 | 김솔지         |      |
| 2013년          | SBS 수목드라마 《주군의 태양》                           | 연출 | 홍정은, 홍미란 |      |